# 布爾干河國家公園
46°06′N 91°10′E / 46.1°N 91.16°E

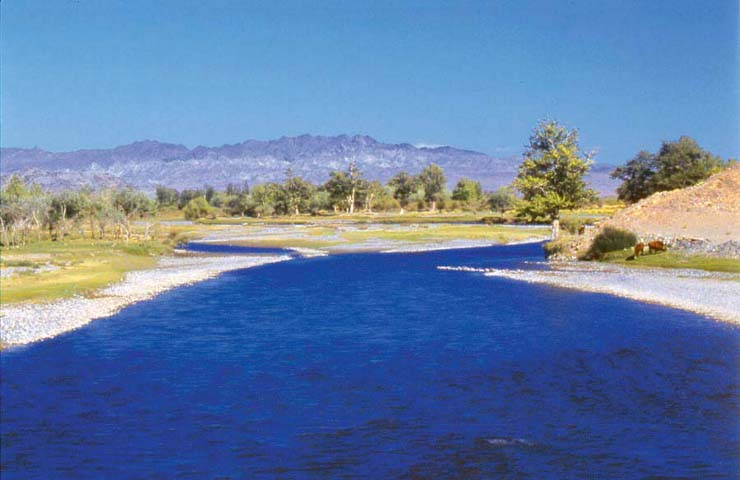

布爾干河國家公園是蒙古國的國家公園，成立於2011年，面積2,461平方公里，該地區受半乾旱氣候影響，有白肩雕、黄爪隼等野生鳥類棲息。